# Санкт-Якоб-ін-Деферегген
Санкт-Якоб-ін-Деферегген (нім. St. Jakob in Defereggen) — містечко й громада округу Лієнц в землі Тіроль, Австрія.
Санкт-Якоб-ін-Деферегген лежить на висоті 1389 над рівнем моря і займає площу 186 км². Громада налічує 934 мешканців. 
Густота населення 5/км². 
Округ Лієнц, до якого належить Санкт-Якоб-ін-Деферегген, називається також Східним Тіролем. Від основної частини землі, 
Західного Тіролю, його відділяє смуга Південного Тіролю, що належить Італії. 

Громада є центром зимових видів спорту. До неї можна добратися автобусом із залізничного вокзалу Лієнца. 
|                                                   |
| Санкт-Якоб-ін-Деферегген на мапі округу та землі. |

Рада громади складється 13 членів. Бургомістом міста є з 2010 Геральд Гаузер (FPÖ). Адреса управління громади: Unterrotte 75, 9963 St. Jakob in Defereggen.

## Виноски
1. ↑  Dauersiedlungsraum der Gemeinden Politischen Bezirke und Bundesländer - Gebietsstand 1.1.2018 — Статистичне управління Австрії.
2. ↑   www.stjakob.at